# Osvaldo Mafra
Osvaldo Olavio Mafra (Itajaí, 21 de dezembro de 1963) é um sindicalista e político brasileiro. Foi deputado federal pelo estado de Santa Catarina, como suplente convocado, na vaga de Jorge Boeira e vereador pelo município catarinense de Itajaí no período entre 2013 a 2016.